# El Cerrito, Nuevo León
El Cerrito är en ort i Mexiko.   Den ligger i kommunen Allende och delstaten Nuevo León, i den centrala delen av landet, 700 km norr om huvudstaden Mexico City. El Cerrito ligger 419 meter över havet och antalet invånare är 286.
Terrängen runt El Cerrito är platt österut, men västerut är den kuperad. Runt El Cerrito är det ganska glesbefolkat, med 32 invånare per kvadratkilometer. Närmaste större samhälle är Allende, 3,5 km sydväst om El Cerrito. Omgivningarna runt El Cerrito är en mosaik av jordbruksmark och naturlig växtlighet.